# Püspöki Imre
Püspöki Imre (Nagybánya, 1850. – Debrecen, 1903. augusztus 26.) színész. 

## Életpályája
Már 1861-ben a debreceni színház színésze volt. 1867. augusztus 30-án kezdte pályáját Debrecenben Reszler István színtársulatánál. 1871-ben elhagyta a társulatot. 1871–1872 között Klein Sámuel társulatában szerepelt. 1872–1874 és 1876–1877 között Mosonyi Károlyhoz szerződött. 1874–1875 között Györgyné Nagy Lujza mellett színészkedett. 1875–1876 és 1877–1879 között Kuthy Krimszky Béla társulatának tagja volt. 1879–1883 között Bényei István mellett működött. 1883–1884 között Jakab Lajos színművészeként dolgozott. 1885–1886 között Mészáros Kálmán színitársulatában játszott. 1886–1887 között Bács Károly társulatának tagja volt. 16 évi (1871–1887) vándorlás alatt a vidék egyik legjobb operettkomikusává vált. 1887-ben visszatért Debrecenbe. 1900. július 23-án jubilált.
Egész életében Debrecenben dolgozott. A debreceni közönség annyira szívéhez nőtt, hogy a Népszínház által felajánlott szerződést is visszautasította. Fellépett mint buffo és burleszk-komikus; egy időben kedvelt bonviván is volt. Leginkább a furfangos, paraszti alakok megformálásában ért el sikereket. Megállta helyét Molière vígjátékaiban is. Szentgyörgyi Istvánhoz hasonlították.
Szervi szívbaj következtében hunyt el a debreceni közkórházban 55 éves korában.

## Családja
Szülei id. Püspöki Imre is színész, színházi ruhatáros és Szabó Julianna. Két testvére volt: Anna és György. Felesége, Szathmáry Júlia (1856–1921) színésznő, 14 éves korában kezdte a pályát. Lányuk, Püspöki Rózsi, született 1877. december 27-én, Debrecenben. 1896. virágvasárnapján lépett a színipályára.

## Színházi szerepei
- Geneé: Kapitány kisasszony – Don Januario
- Sardou: Ferdinande – Frederick
- Gaál: Peleskei nótárius – Peleskei rektor
- Dumas: A két apa – Pompignac
- Lecocq: A kis herceg – Mondlandri
- Szigligeti Ede: Cigány – Márton
- Offenbach: Orpheusz a pokolban – Jupiter
- Tóth Ede: A falu rossza – Gonosz Pista
- Moliere: Fösvény – Harpagon